# Hydrocyphon consolatorius
Hydrocyphon consolatorius es una especie de coleóptero de la familia Scirtidae.

## Distribución geográfica
Habita en Irán.